# 스테파니아 산드렐리
스테파니아 산드렐리(Stefania Sandrelli, 1946년 6월 5일 ~ )는 이탈리아의 배우이다. 1960년대부터 다수의 이탈리아 코미디 영화에 출연해 이름을 알렸다. 다비드 디 도나텔로상 총합 3회, 나스트로 디아르젠토 총합 5회 수상자이다. 1988년 영화 《Mignon è partita》로 다비드 디 도나텔로상 여우주연상을, 2010년 영화 《더 퍼스트 뷰티풀 씽》으로 나스트로 디아르젠토 여우주연상을 수상했다.

## 대표 작품
- 라 테라짜 (La terrazza, 1980)
- Mignon è partita (1988)
- 만찬 (1998)
- 라스트 키스 (2001)
- 아들과 딸들 (2001)
- 더 퍼스트 뷰티풀 씽 (2010)